# Морешти (Муреш)
Морешти (рум. Morești) насеље је у Румунији у округу Муреш у општини Унгени. Oпштина се налази на надморској висини од 299 m.

## Становништво
Према подацима из 2002. године у насељу је живело 727 становника.

### Попис2002.
| Расподела становништва по националности 2002.‍ | Расподела становништва по националности 2002.‍ | Расподела становништва по националности 2002.‍ | Расподела становништва по националности 2002.‍ | Расподела становништва по националности 2002.‍ |
| --------------------------------------------- | --------------------------------------------- | --------------------------------------------- | --------------------------------------------- | --------------------------------------------- |
|                                               |                                               |                                               |                                               |                                               |
| Румуни                                        | Румуни                                        |                                               | 371                                           | 51,0%                                         |
| Мађари                                        | Мађари                                        |                                               | 43                                            | 5,9%                                          |
| Роми                                          | Роми                                          |                                               | 313                                           | 43,1%                                         |